# Gérard Delage
Pour les articles homonymes, voir Delage.
Gérard Delage (né en 1912 à Nominingue, mort en 1991 à Montréal) est un avocat, journaliste, écrivain, gestionnaire, humoriste, gastronome, œnologue, syndicaliste et artiste québécois. 

## Biographie

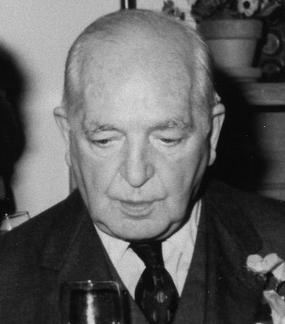
Gérard Delage en 1971

Il est le fondateur, et directeur général ainsi que conseiller juridique pendant 36 ans, de l'Association des hôteliers de la Province de Québec; fondateur et directeur pendant 36 ans de la revue L'Hôtellerie (Hôtellerie et restauration); d'après Pierre D. Brodeur, Gérard Delage est le fondateur de l'Institut du tourisme et de l'hôtellerie de la province de Québec; et fondateur avec ses amis de la Fondation Gérard Delage ayant pour objectifs de  favoriser financièrement l'avancement des techniques de l'hospitalité et du tourisme, par l'attribution de bourses d'études. Il fut président du Conseil Consultatif du ministère du Tourisme dont les membres sont nommés par le ministre en poste. 
Parallèlement à son travail d'édification des industries hôtelières et touristiques, Gérard Delage fut une des figures connues du monde de la communication; il fut tour à tour : journaliste; écrivain; conseiller en publicité, radio et télévision à l'agence Vickers & Benson; conseiller juridique de La Société des auteurs; président de L'Union des artistes pendant 13 ans et ensuite président honoraire; commentateur de nouvelles à la radio et à la télé ; animateur de programmes; conférencier devant des organismes littéraires et juridiques, des clubs sociaux, des chambres de commerce, et de multiples associations au Canada, aux États-Unis et en Europe.  C'est à titre d'humoriste et de spécialiste qu'on l'invitait à prendre la parole lors de grandes réceptions.
Il fut président de l'Union des artistes (1941-1954).
Le 5 mai 2022, l’Institut de tourisme et d’hôtellerie du Québec (ITHQ) a organisé une soirée pour le dévoilement du nouveau nom attribué à la bibliothèque de l’ITHQ en l’honneur de Me Gérard Delage, l’un des précurseurs de la gastronomie au Québec. (Le Monde Juridique volume 26, numéro 9)
Sa sépulture est située dans le Cimetière Notre-Dame-des-Neiges, à Montréal.

## Quelques titres honorifiques de Gérard Delage
- Membre à vie du Barreau de Montréal
- Membre à vie de l'Union des artistes
- Membre émérite du Barreau du Québec
- Membre honoraire de la Fédération canadienne des Chefs de cuisine
- Membre honoraire du Club des Quinze
- Membre honorifique du Club des ambassadeurs du Palais des congrès de Montréal
- Président honoraire de l'Union des artistes

Quelques titres vineux, gastronomiques et brassicoles
- Prince élu des gastronomes du Canada
- Chevalier de la Chaîne des Rôtisseurs
- Chevalier de la Confrérie nationale Brillat Savarin
- Chevalier de la Confrérie des Chevaliers Bretvins
- Chevalier de l'Ordre de la Chantepleure
- Chevalier de la Confrérie des chevaliers du Tastevin
- Commandeur de l'Ordre de Saint Fortunat
- Conseiller du Conseil souverain de la Nouvelle-France
- Grand Compagnon de la Bonne table
- Grand Connétable de la Prairie des grands Vins de France
- Grand Maistre de la Commanderie des Anysetiers du Roy
- Membre à vie de l'Ordre du Bon-Temps
- Membre de l'Ordre de la Chantepleure
- Membre d'honneur de l'Ordre des dames de la Duchesse Anne
- Membre fondateur de la Confrérie du Houblon d'or
- Membre perpétuel de la Confrérie des Vignerons de Saint-Vincent
- Président d'honneur de l'Amicale des sommeliers
- Président d'honneur des Chevaliers de la table ronde
- Prud'homme de la Jurade de Saint Émilion
- Vigneron d'Honneur de Saint Vincent
- Seigneur de la Principauté de Franc Pineau

Distinctions
- 1973 - Prince des gastronomes du Canada.
- 1975 - Ordre du mérite de l'Association des diplômés de l'Université de Montréal.
- 1989 -  Membre de l'Ordre du Canada[3]
- Membre à vie du Barreau de Montréal.
- Membre à vie de l'Union des artistes.
- Membre émérite du Barreau du Québec.
- Membre honoraire de la Fédération canadienne des Chefs de cuisine.
- Membre honoraire du Club des Quinze.
- Membre honorifique du Club des ambassadeurs du Palais des congrès de Montréal.
- Président honoraire de l'Union des artistes.